# 諾特 (密蘇里州)
諾特（英語：Not）是位於美國密蘇里州香農縣的非建制地區。

## 歷史
諾特的郵局於1886年設立，其後於1917年停運。

## 地理
諾特所處的海拔為高於海平面311米（即1020英呎），而該地所採用的時區為UTC-6，即北美中部時區（CST）。同時該地設有夏令時間，為UTC-6調快一小時，即UTC-5（CDT）。